# Daphnella crebriplicata
Daphnella crebriplicata é uma espécie de gastrópode do gênero Daphnella, pertencente à família Raphitomidae.